# Franz Sigismund Adalbert von Lehrbach

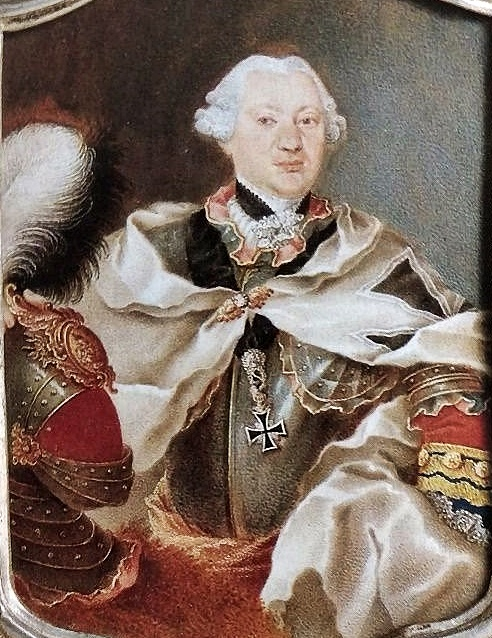
Franz Sigismund Adalbert von Lehrbach

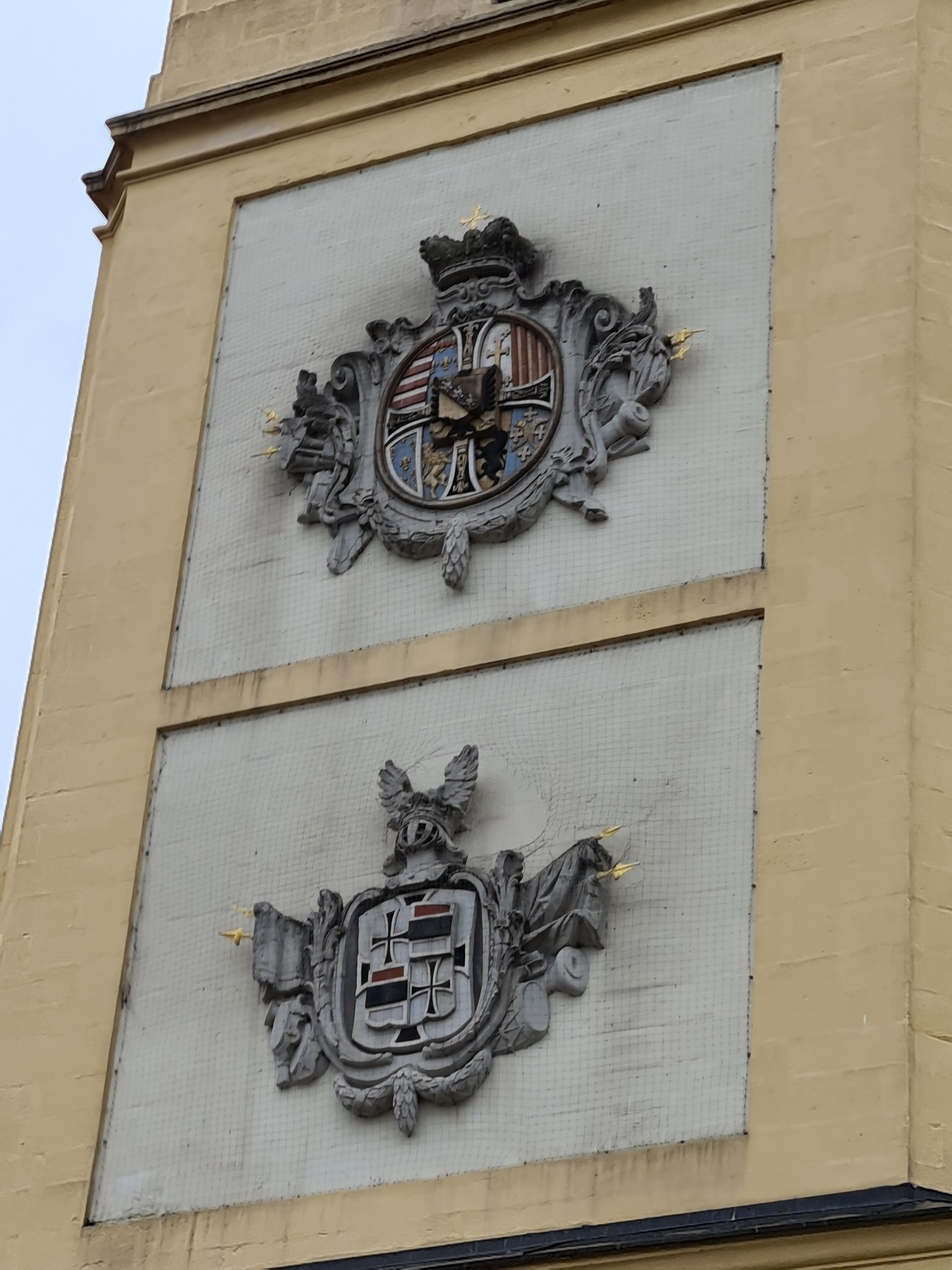
Wappen des Hochmeisters des Deutschen Ordens Prinz Carl Alexander von Lothringen (oben) und des Landkomturs in Ellingen Franz Sigismund Freiherr von Lehrbach (unten), (St. Augustinus Kirche Ellingen - Stopfenheim)

Franz Sigismund Adalbert von Lehrbach (* 11. Mai 1729; † 26. Oktober 1787 in Ellingen) war ein deutscher Freiherr, Landkomtur des Deutschen Ordens und Gesandter bzw. Bevollmächtigter Minister des Römisch-Deutschen Kaisers in Kurpfalz-Bayern, sowie in mehreren anderen Territorien. 

## Herkunft und Familie
Er entstammte dem alten hessischen Adelsgeschlecht der Freiherrn von Lehrbach, mit seinem Stammsitz auf Burg Lehrbach, im heutigen Kirtorf (Vogelsbergkreis).
Seine Eltern waren Karl Wilhelm von Lehrbach († 1754), fürstbischöflich Speyerer Vizedom und Oberamtmann von Bruchsal, sowie Maria Katharina Elisabetha Franziska von Ketschau, die aus dem Ketschauer Hof zu Deidesheim stammte. Der jüngere Bruder Damian Hugo Philipp von Lehrbach (1738–1815) war Jesuit und Freisinger Domherr.

## Leben und Wirken

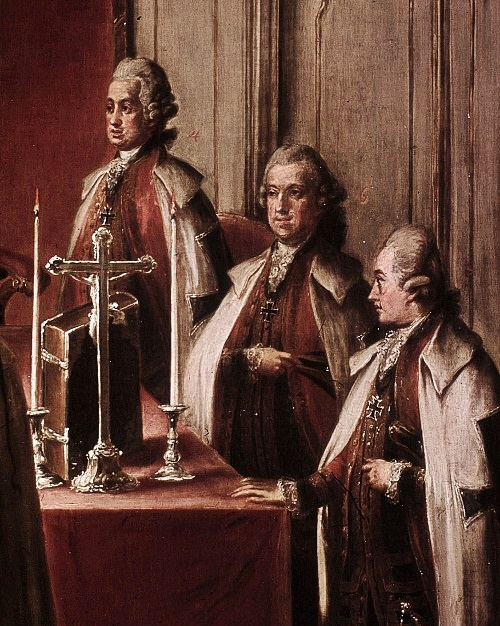
Franz Sigismund Adalbert von Lehrbach (ganz links mit Nr. 4) beim Konklave des Deutschen Ordens, Wien, 1770

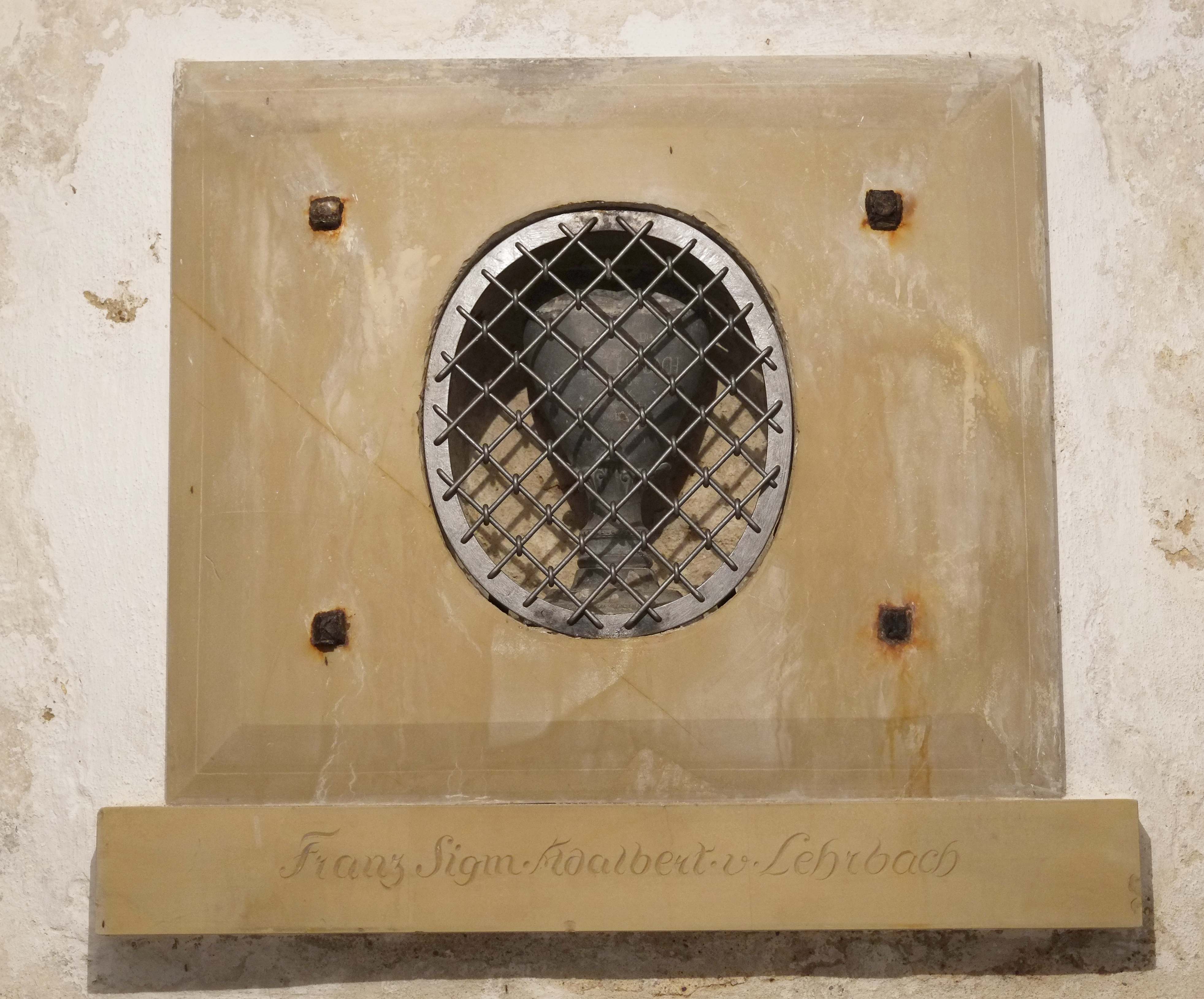
Herzurne in der Maria-Hilf-Kapelle zu Ellingen

Franz Sigismund Adalbert von Lehrbach wuchs in Bruchsal auf und trat dem Deutschen Orden bei. 1765 avancierte er zum letzten Landkomtur der Ballei Franken, mit Sitz in Schloss Ellingen, an dem er verschiedene Baumaßnahmen ausführte und weitere plante, die durch seinen frühen Tod unterblieben. Seit 1775 amtierte er zusätzlich als kaiserlicher Gesandter in der Kurpfalz, zu Mannheim, in Kurmainz (1775 bis 1778), im Hochstift Speyer (1775 bis 1787), beim Oberrheinischen Reichskreis (1775 bis 1785), in Hessen-Kassel (1775 bis 1785), sowie in Hessen-Darmstadt (1775 bis 1785); 1777 bis zu seinem Tod als Bevollmächtigter Minister für Kurpfalz-Bayern, in München. 1783–1787 fungierte Lehrbach im gleichen Amt auch beim Schwäbischen Reichskreis und 1784–1787 beim Bayerischen Reichskreis.
Er nahm 1770 in der Wiener Hofburg am Konklave des Deutschen Ordens, mit der Wahl von Erzherzog Maximilian Franz von Österreich zum Koadjutor des Hochmeisters teil. Davon gibt es in der Hofburg Innsbruck (Kapitelzimmer, Nordwand) ein großes Tafelgemälde von Johann Franz Greipel (1720–1798), auf dem auch Freiherr von Lehrbach dargestellt ist.
Franz Sigismund Adalbert von Lehrbach ließ ab 1783 die Deutschordenskirche St. Vitus in Pleinfeld erbauen, ebenso ab 1773 die Pfarrkirche St. Augustinus zu Stopfenheim. An beiden befindet sich im Außenbereich sein Wappen. In seiner Residenz Ellingen gründete der Landkomtur 1773 ein Gymnasium. In der Wiener Deutschordenskirche wird ein wertvolles Pluviale verwahrt das einst Teil eines ganzen Ornates war, den er gestiftet hatte. Lehrbach betätigte sich überdies als Hobby-Numismatiker; seine Münzsammlung erwarb die Wiener Niederlassung des Deutschen Ordens, 1788. Johann Georg Friedrich Jacobi (1751–1824) widmete ihm 1784 seine Neue Sammlung geographisch-historisch-statistischer Schriften.
Er starb 1787 als wirklicher kaiserlicher Geheimrat und kaiserlicher Kammerherr, in seiner Residenz zu Ellingen. Seine Herzurne befindet sich in der Maria-Hilf-Kapelle von Ellingen.
In seinem lokalhistorischen Artikel Das Glück von Ellingen: eine vergessene Deutschordens-Residenz an der Schwäbischen Rezat (in: Fränkische Chronik, Bad Mergentheim, Nr. 2 vom 2. Februar 1999), schreibt der Autor Carlheinz Gräter mit Berufung auf eine örtliche Sage: „In der Nacht seines Todes ist der Komtur Franz Sigismund von Lehrbach mit seinem wohlbekannten Gespann noch einmal aus dem Schloss heraus durch die Gassen seiner Residenz gefahren. Er hat den Weg über die Rezatbrücke genommen, den Brückenheiligen seine Reverenz erwiesen und ist dann in der Nacht verschwunden. Und mit ihm verschwand das Glück aus den Mauern von Ellingen.“